# Sasa
Els bambús Sasa o Sasaella són del gènere de la família Poaceae i de la subfamília bambusoides. El gènere Sasa agrupa espècies de bambús nans i petits, d'alçada màxima tres metres, de rizoma corredor. Generalment tenen fulles amples.

## Taxonomia
- Sasa tessellata
- Sasa kurilensis
- Sasa latifolia
- Sasa nagimontana
- Sasa nipponica
- Sasa oshidensis
- Sasa palmata
- Sasa ramosa
- Sasa senanensis
- Sasa shimidzuana
- Sasa tsuboiana
- Sasa veitchii